# Баварська радіостанція класичної музики
Баварська радіостанція класичної музики (нім. Bayerischer Rundfunk Klassik, BR Klassik) — німецька тематична громадська регіональна радіостанція та фірма звукозапису присвячені переважно класичній музиці, що керуються та належать баварському суспільному радіо- та телемовленню, і містяться в Мюнхені. Радіостанція доступна в Баварії в аналоговому та цифровому наземному мовленні. Крім того, її можна слухати в Інтернеті і в незакодованому вигляді зі супутника Astra 1M.

## Історія
Радіостанція «Bayern 4 Klassik» почала мовлення 4 жовтня 1980 року. Це була перша німецька радіостанція, повністю присвячена класичній музиці протягом 24 годин. 1 жовтня 2009 року радіостанція змінила назву на «BR-Klassik». На додаток до власних трансляцій, запланованих на 18 годин на добу, радіостанція ретранслює щовечора між 0:05 ночі та 6:00 ранку концерт класичної музики — «Нічний концерт ARD» (das ARD-Nachtkonzert) — спільну трансляцію всіх німецьких громадських радіостанцій (організованих, крім того, з 4 липня 2011 року Баварським радіо).
Вечірні передачі транслюють камерну музику, оперу, релігійну, хорову, класичну та сучасну музику. Спеціальні передачі також присвячені джазові та світовій музиці. Окрім музичних виступів, також транслюють інтерв'ю та документальні фільми.

## Радіомовлення
Баварську радіостанцію класичної музики можна почути по всій Баварії через частотну модуляцію радіосигналу FM-радіо.
Програми радіостанції також передаються через усі кабельні мережі Баварії. Крім того, програма доступна через цифрове радіо (DAB+ і DVB-S), а також в Інтернеті. У Південному Тіролі Баварська радіостанцію класичної музики ретранслюється південнотирольською радіостанцією у стандарті DAB+. Програми радіостанції транслюються також через Інтернет у двох форматах, кожен із трьома швидкостями передачі даних (48 або 56 кБ/с, 128 кБ/с та 192 кБ/с) у форматі MP3 (M3U). Крім того, також є потокове передавання у форматі HLS.
Пряму трансляцію можна почути за допомогою технології HLS через додаток Баварського радіо, а також отримати інформацію про назву, програму та ведучого. Ви також можете використовувати програму, щоб перемотувати радіопрограму вздовж шкали часу та слухати програми. Подкасти Баварської радіостанції класичної музики доступні в аудіотеці ARD. Програми доступні для операційних систем Android та iOS.